# Show Girl
Show Girl is een musical van William Anthony McGuire, geproduceerd door Florenz Ziegfeld op basis van een script dat losjes afgeleid was van de gelijknamige roman van J.P. McEvoy. De muziek was van George Gershwin, de teksten van Ira Gershwin en Gus Kahn.
De musical vertelt de vreemde gebeurtenissen rond de pogingen van de 18-jarige zangeres Dixie Dugan om een Broadway-ster te worden, en de rode draad is haar relatie met vier vrijers: de lieve handelsreiziger Denny Kerrigan, de onstuimige tangodanser Alvarez Romana, Wall Street-suikeroom Jack Milton en de zachtaardige journalist-toneelschrijver Jimmy Doyle. Ze kiest uiteindelijk voor Jimmy, die net als zij Iers is, waarschijnlijk het evenbeeld van de schrijver.
De prima donna was Harriet Hoctor en de regie was in handen van Zeke Colvan. John Harkrider ontwierp de kostuums, Joseph Urban de decors en William Daly dirigeerde het orkest. De choreografie was van Albertina Rasch, waarbij een gedeelte op de muziek van 'An American in Paris' was gezet. In totaal waren er 70 danseressen, waarbij Bobby Connelly de choreografie voor de 37 chorusdanseressen verzorgde.
De rol van Dixie werd gespeeld door Ruby Keeler, die in het najaar trouwde met Al Jolson. De try-out was in het Colonial Theatre in Boston op 24 juni. De Broadway-première was in het Ziegfeld Theatre in New York op 2 juli 1929. 

## Verhaal
Eerste akte
Het verhaal begint met een scène uit de denkbeeldige Ziegfeld-operette Magnolias die speelt in 1863, in het Virginia van de Amerikaanse Burgeroorlog. De scène speelt zich af op het landgoed van kolonel Witherby, wiens dochter Virginia haar achttiende verjaardag viert. Zij wordt begeleid door haar zwarte bediende, Sombre Eyes. De volgende dag gaan de gasten naar de kerk, en Steve en Robert duelleren om de hand van Virginia. Als Steve en Virginia in elkaars armen vallen, valt het doek.
Achter het toneel laat Ziegfeld blijken dat hij ontevreden is over het resultaat. Snozzle, de eigenaar van het theater en evenbeeld van de zwarte bediende Sombre Eyes, dreigt ontslag te nemen. Alvarez Romano, zoon van de president van “Costaragua” danst een tango. Dixie Dugan, een eerzuchtige beginnende actrice en danseres, doet auditie voor de assistent choreograaf, Roy Collins. Terwijl Snozzle haar op de piano begeleidt, zingt Jimmy Doyle, een journalist en toneelschrijver, een tweede stem. Snozzle gaat Dixie coachen nadat ze afgewezen is.
Sunshine, de actrice die Virginia in Magnolias speelde, nodigt Dixie uit voor een feestje in het penthouse van haar rijke vriend, John Milton. Dixie en Jimmy komen erachter dat ze buren waren op Flatbush Avenue in Brooklyn. Nadat Snozzle en zijn medewerkers, waaronder de timmerman Gypsy, en de elektricien Deacon, daarover grappen hebben gemaakt, gaan Sunshine en de meisjes een nieuw nummer repeteren.
In het Western Union-loket in een hotel in Trenton, New Jersey, stuurt Denny Kerrigan, een handelsreiziger in wenskaarten, aangemoedigd door een jonge vrouw Bobby, een telegram naar Dixie waarin hij haar zijn liefde verklaart. Ondertussen, tijdens het feestje bij John Milton, maken Dixie en haar vrienden een ander meisje, Sylvia, belachelijk, omdat ze op tijd thuis moet zijn. Als Alvarez Dixie het hof maakt, hoort hij Denny op de radio. Rudy, een van de gasten op het feest, onderhoudt de andere gasten met wat liedjes. Terug in Brooklyn, vertelt Jimmy tegen mevrouw Dugan dat hij werkt bij Ziegfeld en dat hij voor Dixie zal lobbyen. Snozzle, die ook in de buurt woont, legt Jimmy uit hoe je vrouwen moet versieren. Dixie overweegt met John weg te gaan, maar bedenkt zich op het ogenblik dat ze Jimmy’s stem hoort.
In Club Caprice in Manhattan begeleidt het orkest van Duke Ellington de chorus-danseressen en de Albertina Rasch Dansgroep op een eigen nummer. Verschillende vooraanstaande mensen uit de showbizz zijn naar de club gekomen om Dixie’s debuut te horen en Snozzle, Gypsy en Deacon. Dixie’s act wordt heel uitgebreid aangekondigd; voor de vier vrijers is de spanning te snijden.
Tweede akte
De tweede akte begint met een première van een nieuwe Ziegfeld Follies gebaseerd op een verhaal van Jimmy Doyle met muziek van Gershwin waar ook het ballet An American In Paris in zit (gedanst door de Albertina Rasch Dansgroep) en het nummer ‘Home Blues’ gezongen door Alvarez. Tijdens de pauze, kibbelen Dixie en Jimmy, beiden op van de zenuwen, een beetje terwijl Snozzle een liedje zingt over alle bezienswaardigheden in New York en over het feit dat hij een ontmoeting heeft gehad met een homo en iemand van de West Coast.
De Follies gaat verder met een minstreel act waarin een lied zit voor Deacon dat hij zingt voor het gesloten doek. Als het doek omhoog gaat begint een groots opgezet nummer voor Dixie met alles erop en eraan, bijgestaan door Rudy.
In haar kleedkamer na de show wacht Dixie, haar act was een groot succes, ongeduldig op Jimmy; als hij niet komt opdagen, besluit ze te vertrekken met Denny en niet met Alvarez of John. Maar terwijl ze naar buiten loopt, loopt ze Jimmy tegen het lijf die met Sunshine vertrekt. Herinneringen schieten door Dixie’s hoofd. Als Dixie en Jimmy samen het theater verlaten, neemt het hele gezelschap hartelijk afscheid van hen.

## Rolverdeling (1929)
- Ruby Keeler – Dixie Dugan
- Frank McHugh – Jimmy Doyle
- Barbara Newberry – “Sunshine” en “Virginia Witherby”
- Joseph Macauley – Alvarez Romano
- Austin Fairman – John Milton
- Eddie Foy Jr. – Denny Kerrigan
- Kathryn Hereford – Bobby
- Nick Lucas – Rudy
- Howard Morgan – Matt Brown
- Noel Francis – Peggy Ritz
- Sadie Duff – Mevrouw Dugan
- Metthew Smith – Kapitein Robert Adams

## Liederen
Eerste acte
| lied                              | gezongen door                              |
| Happy Birthday                    | Hele gezelschap                            |
| My Sunday Fella                   | De gasten                                  |
| How Could I Forget?               | Steve en Virginia                          |
| *Can Broadway Do Without Me?      | Snozzle                                    |
| Lolita                            | Alvarez Romano                             |
| Do What You Do                    | Dixie, Snozzle en Jimmy Doyle              |
| *****Spain                        | Snozzle, Gypsy, Deacon                     |
| One Man                           | Sunshine en de meisjes                     |
| So Are You                        | Denny Kerrigan                             |
| I Must Be Home By Twelve O’ Clock | Dixie en haar vrienden en Sylvia           |
| **Because They All Love You       | Rudy                                       |
| ***Who Will be With You When      | Rudy                                       |
| ****Black and White               | Duke Ellington & His Cotton Club Orchestra |
| *Jimmy, the Well-Dressed Man      | Snozzle, Gypsy en Deacon                   |
| Harlem Serenade                   | ensemble                                   |

Tweede acte
| lied                     | gezongen door                         |
| An American In Paris     | Ballet door Albertina Rasch Dansgroep |
| Home Blues               | Alvarez                               |
| *Broadway, My Street     | Snozzle                               |
| *(So) I Ups to Him       | Snozzle                               |
| Follow The Minstrel Band | Deacon                                |
| Liza                     | Rudy en ensemble                      |

*geschreven door Jimmy Durante
**geschreven door J. Little en tekst van Thomas Malie
***geschreven door W.H. Farrell
****geschreven door Ray Henderson
*****geschreven door Isham Jones en Gus Kahn

## Niet gebruikt
- Feeling Sentimental
- Adored One
- At Mrs. Simpkin’s Finishing School
- Home Lovin’ Gal
- Home Lovin’ Man
- I Just Looked At You
- I’m Just A Bundle Of Sunshine
- I’m Out for No Good Reason To-Night
- Minstrel Show
- Somebody Stole My Heart Away
- Someone’s Always Calling a Rehearsal
- Tonight’s The Night
- In The Mandarin’s Orchid Garden (tekst: Ira Gershwin)

## Achtergrond
- Al heel snel, nog voor de musical, bracht First National met succes een film uit van de roman met dezelfde naam met Alice White in de hoofdrol. In 1930 kwam een vervolg uit: ''Show Girl in Hollywood''. Het begin van het filmmusical tijdperk met als eerste ''The Jazz Singer'' (1927) en als hoogtepunt ''Broadway Melody'' (1929).[5]
- Voor Gershwin was het de grootste spoedopdracht die hij ooit had gehad.[6] Toen Gershwin tegen Ziegfeld zei dat hij niet binnen een paar weken een hele show kon schrijven, zei Ziegfeld: “Tuurlijk kun je dat, grabbel gewoon even in die ton van je en trek er een paar hits uit”.[6] Ira daarentegen was blij dat hij moest samenwerken met Gus Kahn.
- De tijdslimiet was zo kort dat er zelfs in de trein op weg naar de try-out in Boston werd gerepeteerd.
- Gershwin schreef voor de show 25 nieuwe liederen en een arrangement van zijn orkestwerk ‘An American In Paris’ voor het geplande ballet.
- Ziegfeld had voor de show het vaudeville trio van Lou Clayton, Eddie Jackson en Jimmy Durante ingehuurd. Ze hadden carte blanche om hun eigen nummers aan de show toe te voegen. Ze voegden eigen nummers toe en nummers van Duke Ellington die door Duke Ellington and his Cotton Club Orchestra onder eigen naam werden uitgevoerd tijdens de show.[6]
- Al Jolson bezocht verschillende keren de show en telkens als het laatste nummer ‘Liza’ kwam, zong hij vanaf zijn stoel uit volle borst mee met hoofdrolspeelster Ruby Keeler, zijn vrouw.[7]
- Van de dertien nummers die Gershwin schreef voor de show werden er vijf uitgegeven door Harms.
- De musical was een bonte verzameling van stijlen: Gershwin, Durante acts, Ellington en een Irving Berlin-achtige parodie op de Follies stijl.[8]
- De grootste hit van de show was ‘Liza’, wat na verloop van tijd een jazzstandard geworden is.
- Het niet gebruikte en totaal onbekende nummer ‘Somebody Stole My Heart Away’ werd met groot succes gebruikt in de show ‘Girl Crazy’ van 1992 en in Michael Feinstein’s album ‘Nice Work If You Can Get It’ uit 1996.[2]
- De show werd in Boston enthousiast ontvangen, maar werd in New York met gemengde gevoelens ontvangen. Over het algemeen vond men het onsamenhangend en verwarrend ondanks de goede momenten in de show.[9]
- De muziek –vooral de liederen van Gershwin- werden lauw, matig ontvangen. De critici hebben wat dat betreft nummers als ‘Liza’ en ‘Do What You Do’ onderschat.[9]
- Het is de show met meest aantal ongebruikte nummers van Gershwin: 13.
- De show haalde het teleurstellende aantal van 111 voorstellingen. De show was geen hit, maar ook geen echte flop.[10]
- Ziegfeld en Gershwin raakten gebrouilleerd met elkaar naar aanleiding van 'Show Girl'; Ziegfeld stuurde een advocaat naar Gershwin met een naheffing omdat hij niet was komen opdagen tijdens de repetities van de show en daarmee Ziegfeld op kosten had gejaagd omdat hij een nader had moeten in huren. Gershwin begon vervolgens een procedure tegen Ziegfeld omdat hij het daar niet mee eens was en op gegeven ogenblik liet Ziegfeld Gershwin bij hem roepen en bood hij zijn excuses aan. Gershwin schreef hierover het volgende naar zijn vriendin Rosamond Walling op 10 oktober:” Ziegfeld (de rat) vroeg of ik wilde langs komen. Toen ik op zijn kantoor kwam, omhelsde hij me meteen en ik kon dankzij mijn lengte een kus van hem voorkomen. Hij vertelde me dat het hem heel erg speet dat we een verschil van mening hadden en dat hij het heel graag goed wilde maken en weer vrienden wilde worden. Hij zou me een cheque voor royalty’s met terugwerkende kracht toesturen. Ik heb er mee ingestemd maar heb tot op heden geen cheque ontvangen. Maf figuur, hè?”.[11]